# Colcabamba
Colcabamba es una localidad peruana ubicada en la región Huancavelica, provincia de Tayacaja, distrito de Colcabamba. Es asimismo capital del distrito de Colcabamba. Se encuentra a una altitud de 1967 m sobre el nivel del mar. Tiene una población de 1656 habitantes en 1993.

## Clima
| Parámetros climáticos promedio de Colcabamba | Parámetros climáticos promedio de Colcabamba | Parámetros climáticos promedio de Colcabamba | Parámetros climáticos promedio de Colcabamba | Parámetros climáticos promedio de Colcabamba | Parámetros climáticos promedio de Colcabamba | Parámetros climáticos promedio de Colcabamba | Parámetros climáticos promedio de Colcabamba | Parámetros climáticos promedio de Colcabamba | Parámetros climáticos promedio de Colcabamba | Parámetros climáticos promedio de Colcabamba | Parámetros climáticos promedio de Colcabamba | Parámetros climáticos promedio de Colcabamba | Parámetros climáticos promedio de Colcabamba |
| Mes                                          | Ene.                                         | Feb.                                         | Mar.                                         | Abr.                                         | May.                                         | Jun.                                         | Jul.                                         | Ago.                                         | Sep.                                         | Oct.                                         | Nov.                                         | Dic.                                         | Anual                                        |
| -------------------------------------------- | -------------------------------------------- | -------------------------------------------- | -------------------------------------------- | -------------------------------------------- | -------------------------------------------- | -------------------------------------------- | -------------------------------------------- | -------------------------------------------- | -------------------------------------------- | -------------------------------------------- | -------------------------------------------- | -------------------------------------------- | -------------------------------------------- |
| Temp. máx. media (°C)                        | 28                                           | 28                                           | 27.5                                         | 26                                           | 24                                           | 22                                           | 21                                           | 21                                           | 22                                           | 23                                           | 24                                           | 26                                           | 24.4                                         |
| Temp. media (°C)                             | 14.4                                         | 14.2                                         | 13.9                                         | 13.8                                         | 13.1                                         | 11.9                                         | 11.8                                         | 12.8                                         | 13.9                                         | 14.7                                         | 15                                           | 14.4                                         | 13.7                                         |
| Temp. mín. media (°C)                        | 19.5                                         | 21                                           | 20                                           | 18                                           | 16                                           | 14.5                                         | 14                                           | 14                                           | 14.5                                         | 15                                           | 16                                           | 18.5                                         | 16.8                                         |
| Fuente: climate-data.org                     |                                              |                                              |                                              |                                              |                                              |                                              |                                              |                                              |                                              |                                              |                                              |                                              |                                              |

## Lugares de interés
- Catarata de Pacccha Pata[6]
- Gran Complejo Hidro Eléctrico "Santiago Antunez De Mayolo"[7]